# 장정도
장정도는 대한민국의 텔레비전 드라마 연출감독이다.

## 드라마
- 2014년 SBS 드라마스페셜 《괜찮아, 사랑이야》 ... 책임프로듀서
- 2016년 tvN 금토 미니시리즈 《디어 마이 프렌즈》 ... 책임프로듀서
- 2016년 SBS 드라마스페셜 《푸른 바다의 전설》 ... 책임프로듀서
- 2017년 tvN 월화 미니시리즈 《이번 생은 처음이라》 ... 책임프로듀서
- 2017년 tvN 4부작 주말 미니시리즈 《세상에서 가장 아름다운 이별》 ... 책임프로듀서
- 2017년 tvN 드라마 스테이지 《직립 보행의 역사》 ... 연출
- 2017년 ~ 2018년 tvN 주말 미니시리즈 《화유기》 ... 책임프로듀서
- 2018년 tvN 주말 미니시리즈 《라이브》 ... 책임프로듀서
- 2018년 tvN 수목 미니시리즈 《김비서가 왜 그럴까》 ... 책임프로듀서
- 2018년 ~ 2019년 OLIVE 화요 미니시리즈 《은주의 방》 ... 공동연출
- 2019년 tvN 월화 미니시리즈 《왕이 된 남자》 ... 책임프로듀서
- 2019년 tvN 수목 미니시리즈 《진심이 닿다》 ... 책임프로듀서
- 2019년 OCN 수목 미니시리즈 《미스터 기간제》 ... 책임프로듀서
- 2020년 tvN 수목 미니시리즈 《오 마이 베이비》 ... 책임프로듀서
- 2020년 OCN 주말 오리지널 드라마 《미씽: 그들이 있었다》 ... 책임프로듀서
- 2020년 tvN 수목 미니시리즈 《여신강림》 ... 책임프로듀서
- 2021년 tvN 월화 미니시리즈 《어느 날 우리 집 현관으로 멸망이 들어왔다》 ... 책임프로듀서
- 2021년 tvN 주말 미니시리즈 《악마판사》 ... 책임프로듀서
- 2022년 TVING 금요 오리지널 드라마 《돼지의 왕》 ... 책임프로듀서
- 2022년 tvN 주말 미니시리즈 《우리들의 블루스》 ... 책임프로듀서
- 2022년 TVING 6부작 금요 오리지널 드라마 《괴이》 ... 책임프로듀서
- 2022년 tvN 월화 미니시리즈 《링크:먹고 사랑하라, 죽이게》 ... 책임프로듀서
- 2022년 tvN 주말 미니시리즈 《환혼》 ... 책임프로듀서
- 2022년 tvN 월화 미니시리즈 《멘탈코치 제갈길》 ... 책임프로듀서
- 2022년 tvN 금토 미니시리즈 《블라인드》 ... 책임프로듀서
- 2022년 DISNEY 핫스타 6부작 오리지널 드라마 《커넥트》 ... 공동 책임프로듀서
- 2022년 ~ 2023년 tvN 주말 미니시리즈 《환혼 빛과 그림자》 ... 책임프로듀서
- 2023년 TVING 오리지널 드라마 《방과 후 전쟁활동 Part Ⅰ》 ... 책임프로듀서
- 2023년 TVING 오리지널 드라마 《방과 후 전쟁활동 Part Ⅱ》 ... 책임프로듀서
- 2023년 tvN 월화 미니시리즈 《패밀리》 ... 공동연출